# جنیفر جونز (ورزشکار)
جنیفر جونز (انگلیسی: Jennifer Jones؛ زادهٔ ۷ ژوئیهٔ ۱۹۷۴) وکیل، و ورزشکار کرلینگ اهل کانادا است.